# アルコール検査

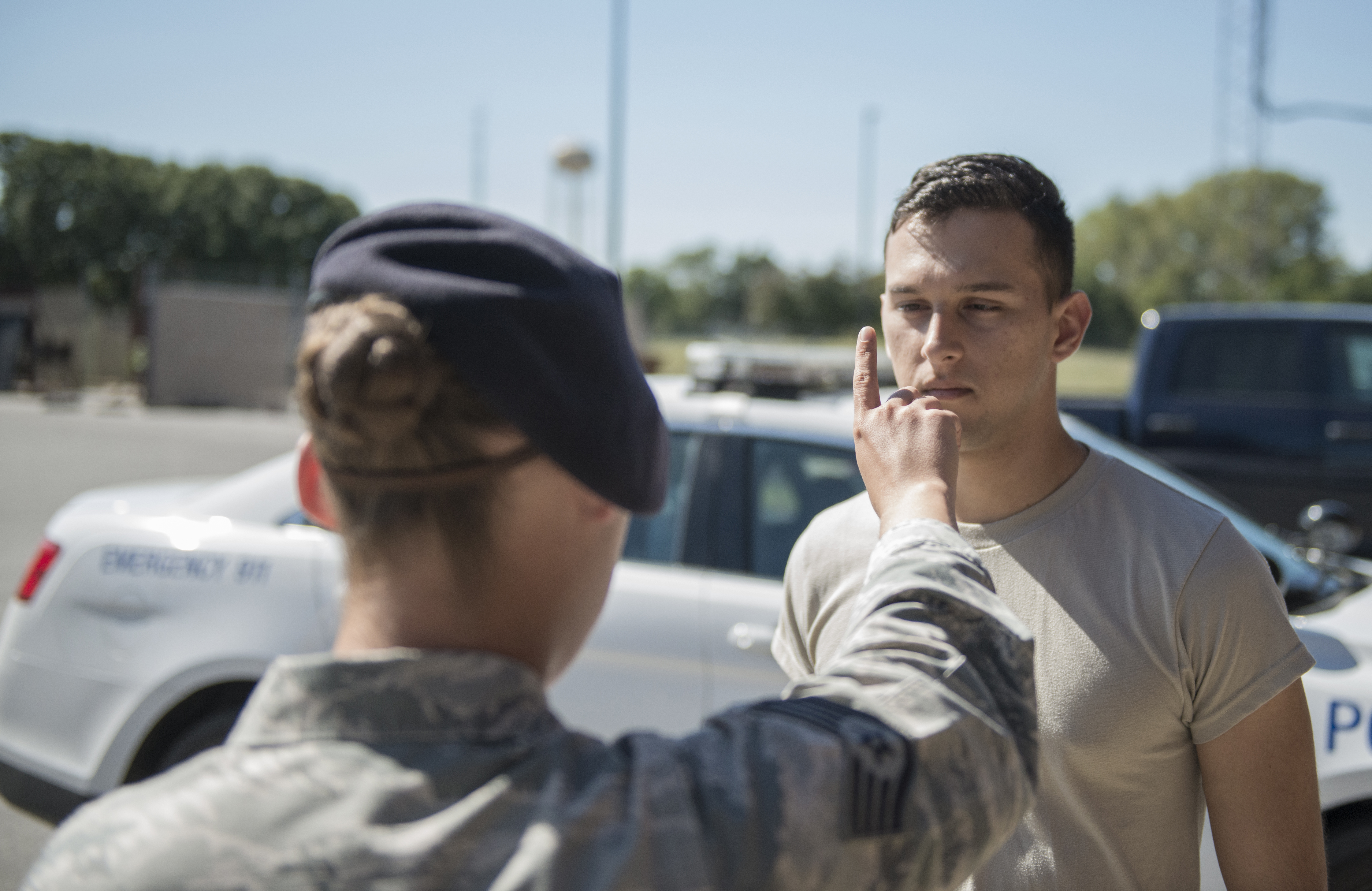
視眼振（HGN）テスト

アルコール検査（アルコールけんさ）とは、その人が自動車、鉄道、船舶などの輸送機関の運転にとり有害な酒気を帯びていないか検査することである。警察や海上保安庁により、呼気による検査が行われる。「酒気帯び」または「飲酒」と判断されれば、刑事罰を含む処分が科せられる。

## 検査の種類

### 飲酒検問
警察による飲酒検問の場合、管轄区域の警察官または、高速道路交通警察隊員若しくは、交通機動隊員らによって行われる。一般に異なる市区町村を結ぶ、交通量がそう多くない幹線道路（その多くは国道以外）で行われている場合が多い。全国一斉検問、特別警戒検問などでは交通量の多い国道やバイパス路線などでも行うことがある。飲酒検問の時間帯は、その多くが夜間から明朝にかけて行われる。
方法は、警察官の嗅覚にて判断する呼気の確認で、3台程度を一組として捌いてゆく。進行方向右側に警察官が立ち、運転手に「お急ぎのところ申し訳ありません。お仕事帰りですか？飲酒検問を行っておりますので、息をフーッとお願いします」などのように声をかけてゆく（吐息のアルコール臭をチェックする為）。運転者は警察官の要請により息を強く吐き出すことを求められる場合もある。何事もなければ「ご協力ありがとうございました、安全運転でお帰りください」というように送り出される。
憲法の関係からこのアルコール検査は刑事上の手続ではなく、あくまで「酒気帯び運転の予防」が目的なので、法律上は任意とされており、検問を無視したからと言って直ちに逮捕・処罰されることはない。しかし、警察にてアルコール含有の疑いがあり車両等を運転するおそれがあると判断され機材を使用したアルコール呼気検査を求められた運転者は、道路交通法第67条第2項「車両等に乗車し、又は乗車しようとしている者が第六十五条第一項の規定に違反して車両等を運転するおそれがあると認められるときは、警察官は、次項の規定による措置に関し、その者が身体に保有しているアルコールの程度について調査するため、政令で定めるところにより、その者の呼気の検査をすることができる。」に基づき、それを行う義務が生じ（強制検査）、検査結果に応じて行政処分が行われる。もし、呼気検査を拒否した場合は道路交通法第118条の2により現行犯逮捕や罰則（三十万円以下の罰金）が適用される可能性が高まる。過去にこの検査拒否で起訴された被告により規定が違憲ではないかという主張が裁判でなされたが、最高裁判所はその主張を退けた（堺呼気検査拒否事件）。
ただし、下記の場合でも有形力を行使して強制検査をすることはできず、その場合は裁判所による身体検査令状が必要である。
- アルコール呼気検査を拒否して逮捕された後も、徹底的に呼気検査を拒む者
- 警察が当該者に対し、アルコール血液検査を行う必要があると判断したが、本人の同意が得られない場合

アルコール呼気検査を拒否したことによって逮捕されても運転免許の行政上の処分には影響しないが、その後の身体検査令状に基づく血液検査等によって酒気帯び運転等であったと認定された場合は罪は重くなり、運転免許の行政上の処分をも受けることになる。

### 職業運転者対象の検査

#### 事業用車両（緑ナンバー）
運用する事業者（バス会社、運送会社など）により行われる。出庫前と帰庫後の点呼時に行うことが義務化されており、基本的に運行管理者の前で実施しなければならないことが定められている。国土交通省令である旅客自動車運送事業運輸規則や貨物自動車運送事業輸送安全規則が改正され、2011年5月1日より事業者はアルコール検知器による検査が義務化された。このため、前述した警察官による検問は「飲酒していない」と見なされて免除（検問場所をそのまま通過）されることが多い。

#### 自家用車両（白ナンバー）
2021年6月に発生した八街児童5人死傷事故を受け、政府は同年11月内閣府令である道路交通法施行規則を改正、これまで義務化されていなかった自家用車両（白ナンバー）での事業車両も2022年4月からアルコール検査が義務化され

、安全運転管理者には、目視で運転者の酒気帯びの有無を確認することが義務付けられた。政府は当初アルコール検知器での検査も同様に義務付ける方針であったが、施行期日の延長を望む声を受け、同年10月1日施行に変更した。
しかしコロナ禍における半導体不足等の影響によりアルコール検知器の市場供給が義務化による特需を賄いきれないことから、10月までにアルコール検知器を用意できない事業者が少なくないため、9月、検知器を用いた検査の義務化については当分の間無期延期とした。
2023年8月、4月にとりまとめた全国の安全運転管理者等に対して実施したアンケート結果では、約７割が「必要台数の全てを入手済」と回答したことと、6月にアルコール検知器協議会から、半導体不足や物流停滞も改善し、安定したアルコール検知器の生産・供給が可能な状況となっており、準備期間をみても12月からのアルコール検知器の使用義務化規定の適用は対応可能である旨確認が取れたため、政府は延期規定を撤廃。12月1日をもって、運転を含む業務の開始前や出勤時及び終了後や退勤時にアルコール検知器を用いたアルコール検査の実施並びにその内容を記録して1年間保存すること及びアルコール検知器を常時有効に保持することが、白ナンバー車の使用者に対しても義務付けられた。

### 鉄道・軌道乗務員対象の検査
鉄道・軌道の運転士、車掌を対象に行う。法律で義務化されていないため全ての会社で行われているわけではなく、一部の社が自発的に行っている。

### 船舶職員対象の検査
安全管理規程では大型船舶の船員（船長、航海士、機関士等）は呼気中アルコール濃度が0.15mg/L以上での当直を禁止し、小型船舶の操縦者も一部の水域では通常の0.5mg/Lから0.15mg/Lに厳格化される。

### 航空従事者対象の検査
旅客機の操縦士や客室乗務員などが対象であるが、検査方法や基準などは運航会社に任されていたため、乗務の前後に厳密に検査する制度が整備される予定。

## 使用機器

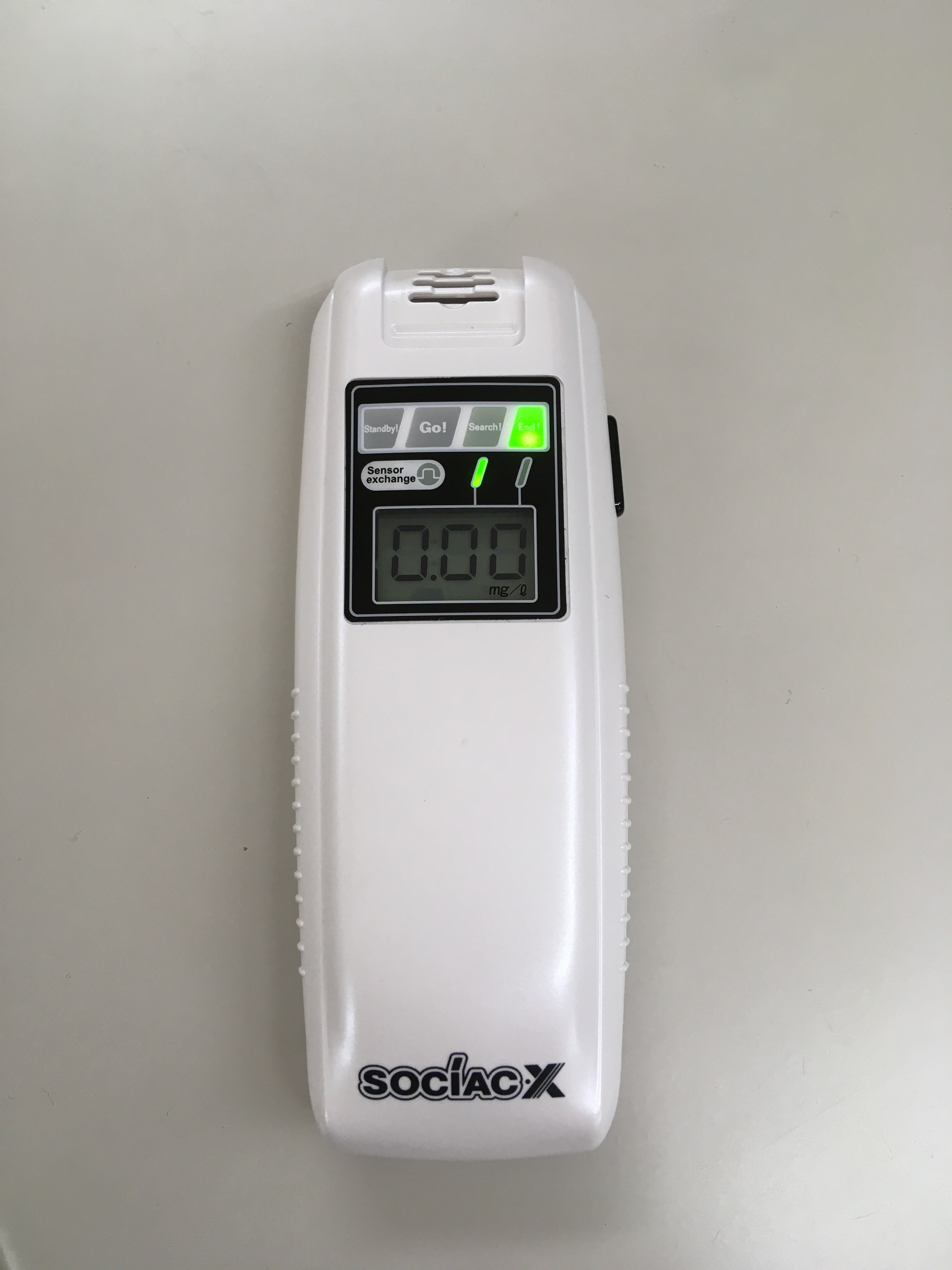
ハンディタイプのアルコール検知器 ソシアック

アルコールチェッカー、アルコール検査器、アルコール検知器などと呼ばれる。
据え置きタイプやハンディタイプなどがある。
据え置き型は主に営業所に設置され、出勤時や業務運転前に使用される。
ハンディタイプは主に各自が携帯し、長距離運転や出張時の電話点呼や、通勤前の自宅でのチェックに使用される

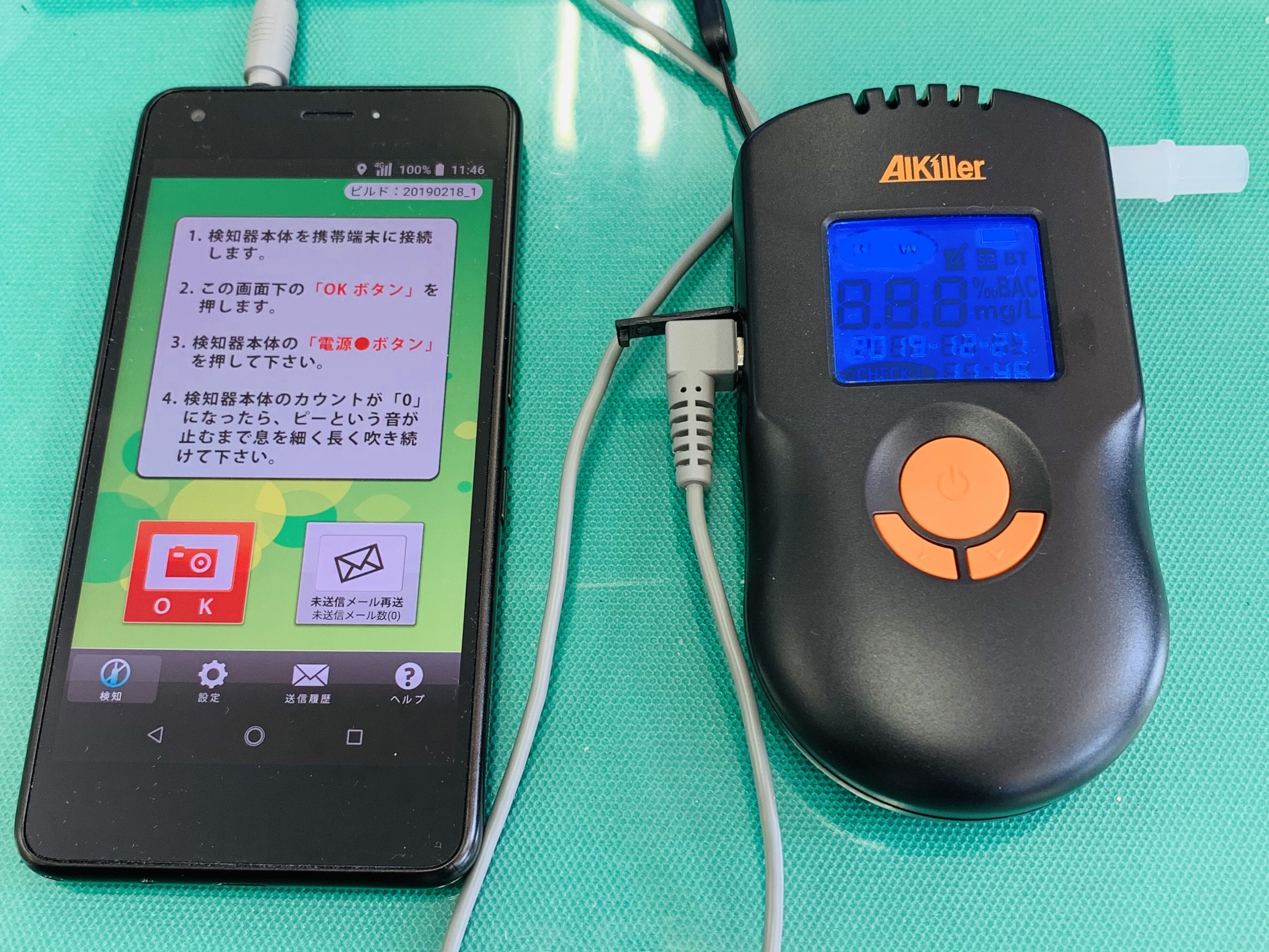
スマートフォン接続のタイプ

スマートフォンと接続して検査するタイプもあり、アプリで検査データを送信して管理できるため、対面点呼代わりに使用される。

## アルコール検査方法の歴史
自動車が普及し始めた1920年代以来、欧米ではアルコール飲料が原因となる重大死亡事故が多発し、飲酒と運転を切り離すことが急務となった。初期の対応としては、事故が発生したのちに医師が現場に赴き、ドライバーを観察・検査した。しかし、医師の主観に頼るため判定にぶれが大きく、原因がアルコール摂取によるものかも即断できなかった。
1930年に、スウェーデンで採血によって血中アルコールを確認する方法が確立し、アルコール摂取量を科学的に実証し、交通事故との因果関係を客観的に判定することが可能となった。
アメリカでは、1930年代半ばに人間の焦点機能を利用したアルコール・テスト装置が導入された。この装置は顕微鏡のようなレンズ越しに2枚一組の画像を覗いたとき、正常なら1つの絵が完成して見えるが、酒気を帯びているとピントが合わず上手く完成して見えないという仕組みだった。その後の1937年にインディアナ大学で、呼気に含まれる臭気からアルコールを検知するアルコール量測定器が開発された。初期のものは検査機関に送らないと判定できなかったが、1940年代には呼気に含まれる血中アルコール量が直接計測できるようになり、検問の現場で検査結果が分かるようになった。

## 問題点
アルコール検知器を用いた検査では、飲酒以外にも発酵食品やマウスウォッシュに含まれる微量のアルコールに反応することがある。このため、アルコールが検知された場合はうがいをして15分以上経過したタイミングで再検査を行い、アルコールが検知されるか否かで飲酒の有無を判断する方法がとられる。しかし、この方法であっても飲酒の有無の判断は完璧ではなく、アルコール検知の原因が被験者の口内以外にある場合には15分後の再検査でもアルコールが検知されうる。新型コロナウイルス感染症の影響でエタノールによる手指消毒が奨励されるようになった2020年以降では手指消毒薬による誤検知が問題となっており、2021年に山陽新幹線の新岩国駅で発生した事例では、アルコール検知器の近くに置かれていた手指消毒薬が漏洩・気化したことにより検知器が誤作動し、列車が一部運休する騒ぎとなった。対策として、アルコール検査の前には手指消毒ではなく流水と石鹸による手洗いを行う、検査場所の換気の徹底、手指消毒薬とアルコール検知器を離れた場所に置くことなどが提唱されている。